# Philippe J. R. Kok
Philippe Jacques Robert Kok (* 20. Dezember 1970 in Watsa, Demokratische Republik Kongo) ist ein belgischer Evolutionsbiologe, Herpetologe und Ökologe sowie Hochschullehrer an der Universität Łódź. Sein Forschungsschwerpunkt gilt dem Endemismus der Herpetofauna in der biogeographischen Region Pantepui im nördlichen Südamerika sowie an den Tepuis in Venezuela.

## Leben
Kok wurde in der Ortschaft Watsa in der Nähe der Afrikanischen Großen Seen in der Demokratischen Republik Kongo geboren. 1989 machte er sein Abitur an der Athénée Royal Emile Bockstael in Brüssel und schrieb sich an der Université libre de Bruxelles (ULB) für ein Bachelor-Studium der Veterinärmedizin ein, das er 1991 wieder abbrach. Anschließend verbrachte er ein Jahr am Institut Paul Lambin in Brüssel, um Biotechnologie zu studieren. Im Alter von 22 Jahren beschloss er, Belgien in Richtung der Tropen zu verlassen und verbrachte mehrere Wochen in Französisch-Guayana, wo er sich der Feldherpetologie in den tropischen Regenwäldern des nördlichen Südamerikas widmete, die seine bevorzugte Forschungsstätte wurden. Zurück in Belgien wurde Kok 1994 als wissenschaftlicher Mitarbeiter am Institut royal des Sciences naturelles de Belgique (IRSNB) in Brüssel angestellt. Im Rahmen eines Projekts zur Systematik und Biogeographie der neotropischen Herpetofauna (mit Schwerpunkt auf dem Bergland von Guayana) führte er ab 1996 zahlreiche Feldforschungen vor allem in Französisch-Guayana, Guyana und Venezuela durch. 1998 wurden Kok und seine Kollegen von der IRSNB im Rahmen eines Projekts über die Vielfalt der Reptilien und Amphibien von Amphoe Na Haeo, Provinz Loei, in Zusammenarbeit mit der Srinakharinwirot-Universität in Bangkok für einen Monat nach Thailand entsandt. 1999 wurde Kok CITES-Experte für Amphibien und Reptilien bei der belgischen Regierung. Zwischen 2003 und 2007 arbeitete er als freiberuflicher wissenschaftlicher Berater, insbesondere für den Parc Paradisio (jetzt Pairi Daiza) in Brugelette, Belgien. Zwischen 2004 und 2008 erhielt er Fördermittel von der belgischen Generaldirektion für Entwicklungszusammenarbeit im Rahmen eines Projekts der Global Taxonomy Initiative über die Artenvielfalt der Herpetofauna des Kaieteur National Parks in Guyana (später auf das Bergland von Guayana ausgeweitet), das auf die Ausbildung lokaler Wissenschaftler in Taxonomie und Parataxonomie abzielte. Kok war von 2007 bis 2021 Mitherausgeber der Zeitschrift Phyllomedusa – Journal of Herpetology sowie von 2011 bis 2014 Fachredakteur der Online-Zeitschrift Check List. Seit 2012 ist er Mitglied des wissenschaftlichen Beirats des Boletim do Museu Paraense Emílio Goeldi in Belém, Brasilien. Kok war als Peer-Reviewer für Zeitschriften wie das Journal of Herpetology, Zootaxa, American Museum Novitates, Herpetologica, Journal of Biogeography, Contributions to Zoology und andere tätig. Von 2009 bis 2023 war er als Teilzeitforscher im Amphibian Evolution Lab an der Vrije Universiteit Brussel beschäftigt, wo er auch den Lehrgang Feldherpetologie für die Studenten des zweiten Jahres des Masterstudiengangs Herpetologie unterrichtete.
Nach einem Doktoratsstudium ab 2011 wurde Kok im Jahr 2013 unter der Leitung von Edi Gittenberger und Erik Smets mit der Dissertation Islands in the Sky: Species diversity, evolutionary history, and patterns of endemism of the Pantepui Herpetofauna an der Universität Leiden zum Ph.D. promoviert.
Von 2013 bis 2019 war er Postdoc-Stipendiat und Dozent für Biologie beim Fonds Wetenschappelijk Onderzoek (FWO) an der Vrije Universiteit Brussel.
Seit 2020 ist Kok außerordentlicher Professor in der Abteilung für Ökologie und Wirbteltierzoologie der Fakultät für Biologie und Umweltschutz an der Universität Łódź, wo er 2023 zum Doctor of Science (DSc) habilitierte.
Seit 2012 ist er regionaler Ko-Vorsitzender der IUCN/SSC Amphibien-Spezialistengruppe für den Guayana-Schild. Seit 2014 ist er im wissenschaftlichen Beirat der Reptile Database in Heidelberg. Seit 2019 ist er Gastwissenschaftler am Natural History Museum in London. Seit 2021 ist er im Redaktionsausschuss des Journal of Vertebrate Zoology, das vom Institut für Wirbeltierbiologie in Brünn, Tschechien, herausgegeben wird.
Kok ist Gründer der Forschungsgruppe STELLAR ([S]ystematics, [T]axonomy, [E]co[L]ogy and Evo[L]ution of [A]mphibians and [R]eptiles), die das Ziel verfolgt, neue Erkenntnisse über den Ursprung und die Vielfalt von Amphibien und Reptilien zu gewinnen und zu verbreiten. Diese Gruppe hat weitreichende Interessen in den Bereichen Biogeographie, Verbreitung, Phylogenetik, Populationsgenetik/-genomik, Ökologie, Eusozialität und Physiologie, hauptsächlich aus einer evolutionären Perspektive. Ein großer Teil der Forschung betrifft Taxa, die auf den Gipfeln der hohen Tepui (südamerikanische Tafelberge) vorkommen. Ferner konzentriert sich die Gruppe auf eine sammlungsbasierte Forschung, wobei vor allem die Überarbeitung der Systematik mehrerer Amphibien- und Reptilientaxa des Guayana-Schildes im Vordergrund steht.

## Dedikationsnamen
D. Bruce Means, Matthew P. Heinicke, S. Blair Hedges, Ross D. MacCulloch und Amy Lathrop benannten 2023 die Froschart Pristimantis koki aus Guyana zu Ehren von Philippe J. R. Kok.

## Erstbeschreibungen von Philippe J. R. Kok
Amphibien
- Adelophryne patamona MacCulloch, Lathrop, Kok, Minter, Khan & Barrio-Amoros, 2008
- Adelphobates Grant, Frost, Caldwell, Gagliardo, Haddad, Kok, Means, Noonan, Schargel & Wheeler, 2006
- Allobates amissibilis Kok, Hölting & Ernst, 2013
- Allobates granti (Kok, MacCulloch, Gaucher, Poelman, Bourne, Lathrop & Lenglet, 2006)
- Allobatinae Grant, Frost, Caldwell, Gagliardo, Haddad, Kok, Means, Noonan, Schargel & Wheeler, 2006
- Anomaloglossinae Grant, Frost, Caldwell, Gagliardo, Haddad, Kok, Means, Noonan, Schargel & Wheeler, 2006
- Anomaloglossus Grant, Frost, Caldwell, Gagliardo, Haddad, Kok, Means, Noonan, Schargel & Wheeler, 2006
- Anomaloglossus apiau Fouquet, Souza, Nunes, Kok, Curcio, Carvalho, Grant & Rodrigues, 2015
- Anomaloglossus blanci Fouquet, Vacher, Courtois, Villette, Reizine, Gaucher, Jairam, Ouboter & Kok, 2018
- Anomaloglossus dewynteri Fouquet, Vacher, Courtois, Villette, Reizine, Gaucher, Jairam, Ouboter & Kok, 2018
- Anomaloglossus kaiei (Kok, Sambhu, Roopsind, Lenglet & Bourne, 2006)
- Anomaloglossus meansi Kok, Nicolaï, Lathrop & MacCulloch, 2018
- Anomaloglossus megacephalus Kok, MacCulloch, Lathrop, Willaert & Bossuyt, 2010
- Anomaloglossus mitaraka Fouquet, Vacher, Courtois, Deschamps, Ouboter, Jairam, Gaucher, Dubois & Kok, 2019
- Anomaloglossus saramaka Fouquet, Jairam, Ouboter & Kok, 2020
- Anomaloglossus tepequem Fouquet, Souza, Nunes, Kok, Curcio, Carvalho, Grant & Rodrigues, 2015
- Anomaloglossus vacheri Fouquet, Jairam, Ouboter & Kok, 2020
- Aromobatidae Grant, Frost, Caldwell, Gagliardo, Haddad, Kok, Means, Noonan, Schargel & Wheeler, 2006
- Aromobatinae Grant, Frost, Caldwell, Gagliardo, Haddad, Kok, Means, Noonan, Schargel & Wheeler, 2006
- Boana diabolica (Fouquet, Martinez, Zeidler, Courtois, Gaucher, Blanc, Lima, Souza, Rodrigues & Kok, 2016)
- Caligophryne Fouquet, Kok, Recoder, Prates, Camacho, Marques-Souza, Ghellere, McDiarmid & Rodrigues, 2024
- Caligophryne doylei Fouquet, Kok, Recoder, Prates, Camacho, Marques-Souza, Ghellere, McDiarmid & Rodrigues, 2024
- Caligophrynidae Fouquet, Kok, Recoder, Prates, Camacho, Marques-Souza, Ghellere, McDiarmid & Rodrigues, 2024
- Hyloxalinae Grant, Frost, Caldwell, Gagliardo, Haddad, Kok, Means, Noonan, Schargel & Wheeler, 2006
- Microcaecilia iyob Wilkinson & Kok, 2010
- Myersiohyla liliae (Kok, 2006)
- Neblinaphryne Fouquet, Kok, Recoder, Prates, Camacho, Marques-Souza, Ghellere, McDiarmid & Rodrigues, 2024
- Neblinaphryne mayeri Fouquet, Kok, Recoder, Prates, Camacho, Marques-Souza, Ghellere, McDiarmid & Rodrigues, 2024
- Neblinaphrynidae Fouquet, Kok, Recoder, Prates, Camacho, Marques-Souza, Ghellere, McDiarmid & Rodrigues, 2024
- Nesorohyla Pinheiro, Kok, Noonan, Means, Haddad & Faivovich, 2018
- Oreophrynella seegobini Kok, 2009
- Pristimantis aureoventris Kok, Means & Bossuyt, 2011
- Pristimantis crepitaculus Fouquet, Peloso, Jairam, Lima, Mônico, Ernst & Kok, 2022
- Pristimantis espedeus Fouquet, Martinez, Courtois, Dewynter, Pineau, Gaucher, Blanc, Marty & Kok, 2013
- Pristimantis imthurni Kok, 2013
- Pristimantis jamescameroni Kok, 2013
- Rheobates Grant, Frost, Caldwell, Gagliardo, Haddad, Kok, Means, Noonan, Schargel & Wheeler, 2006
- Rhinatrema shiv Gower, Wilkinson, Sherratt & Kok, 2010
- Silverstoneia Grant, Frost, Caldwell, Gagliardo, Haddad, Kok, Means, Noonan, Schargel & Wheeler, 2006
- Stefania lathropae Kok, 2023
- Stefania maccullochi Kok, 2023
- Synapturanus ajuricaba Fouquet, Leblanc, Fabre, Rodrigues, Menin, Courtois, Dewynter, Hölting, Ernst, Peloso & Kok, 2021
- Synapturanus mesomorphus Fouquet, Leblanc, Fabre, Rodrigues, Menin, Courtois, Dewynter, Hölting, Ernst, Peloso & Kok, 2021
- Synapturanus zombie Fouquet, Leblanc, Fabre, Rodrigues, Menin, Courtois, Dewynter, Hölting, Ernst, Peloso & Kok, 2021
- Tepuihyla obscura Kok, Ratz, Tegelaar, Aubret & Means, 2015

Reptilien
- Atractus tamessari Kok, 2006
- Chironius challenger Kok, 2010
- Gonatodes alexandermendesi Cole & Kok, 2006
- Gonatodes timidus Kok, 2011
- Kaieteurosaurus hindsi Kok, 2005
- Neusticurus arekuna Kok, Bittenbinder, Van Den Berg, Marques-Souza, Sales-Nunes, Laking, Teixeira Jr, Fouquet, Means, MacCulloch & Rodrigues, 2018
- Oreosaurus mcdiarmidi (Kok & Rivas, 2011)
- Paikwaophis kruki Kok & Means, 2023
- Pantepuisaurus rodriguesi Kok, 2009
- Riolama inopinata Kok, 2015
- Yanomamia hoogmoedi (Kok, 2008)